# El Franco
El Franco é um concelho (município) da Espanha na província e Principado das Astúrias. Tem 78,03 km² de área e em 2019 tinha 3 796 habitantes (densidade: 48,6 hab./km²).
Embora não faça parte da Galiza é um dos territórios das Astúrias onde tradicionalmente se fala galego.

## Demografia
| Variação demográfica do município entre 1991 e 2004 | Variação demográfica do município entre 1991 e 2004 | Variação demográfica do município entre 1991 e 2004 | Variação demográfica do município entre 1991 e 2004 |
| --------------------------------------------------- | --------------------------------------------------- | --------------------------------------------------- | --------------------------------------------------- |
| 1991                                                | 1996                                                | 2001                                                | 2004                                                |
| 4268                                                | 4193                                                | 4123                                                | 4112                                                |